# Na het Bal (B. Tsjajkovski)
Na het Bal is een muziekstuk uit 1952 van de Russische componist Boris Tsjajkovski (1925-1996) geschreven voor een radio-uitzending.
Tsjajkovski heeft voor tientallen radio-uitzendingen (hoorspelen?) van literair werk de muziek verzorgd en componeerde een zevendelige suite voor de begeleiding van Na het bal, geschreven door Leo Tolstoj. De delen zijn:
1. Introductie;
2. Wals;
3. Herinnering;
4. Mazurka;
5. Thuis;
6. Mars
7. Slot.

De suite heeft een tijdsduur van 17 minuten en is voor symfonieorkest geschreven. Net als in Het Bos van het Gefluister is het uiterst dansbare en melodieuze muziek in de trant van naamgenoot Pjotr Iljitsj Tsjaikovski, met name de wals en mazurka. In Herinnering zit een solo voor piano.
Pas op 11 mei 2008 vond de eerste openbare uitvoering plaats.